# Spilosoma guérini
Spilosoma guérini är en fjärilsart som beskrevs av Aylmer Bourke Lambert 1909. Spilosoma guérini ingår i släktet Spilosoma och familjen björnspinnare. Inga underarter finns listade i Catalogue of Life.